# La reina de la neu (pel·lícula de 2005)
La reina de la neu (títol original en anglès, The Snow Queen) és un telefilm de la BBC de 2005 encarregada per Michael Carrington que es basa en el conte de fades de 1844 de Hans Christian Andersen La reina de les neus. Dirigida per Julian Gibbs, és protagonitzada per Juliet Stevenson com la mare de la Gerda i la veu de Patrick Stewart com el corb. S'ha doblat al català.
La pel·lícula va ser concebuda originalment com un vehicle per a la música composta per Paul K. Joyce. Joyce havia escrit un conjunt de cançons operístiques per a un concert al Barbican Arts Centre celebrat l'any 2003. Les cançons narraven el conte de fades de La reina de les neus i comptaven amb Sydney Rae White com a soprano principal, Juliet Stevenson com a narradora i l'Orquestra Simfònica de Londres com a instrumental. A causa de l'èxit del concert, es va desenvolupar una pel·lícula al voltant de la banda sonora original, i en la qual Sydney White i Juliet Stevenson van tornar a contribuir-hi com a actrius.
Les cançons escrites per Paul K. Joyce són fonamentals per a la pel·lícula, i proporcionen la narració principal al llarg de la història. El diàleg real és escàs, i el més notable és que la Reina de la neu no té cap línia. La història també se centra completament en el viatge de la Gerda, amb tots els altres interpretant personatges secundaris, inclòs el mateix Kai. No obstant això, el personatge del corb (amb la veu de Patrick Stewart) té més protagonisme a mesura que acompanya la Gerda al llarg de tot el seu viatge.